# Pelagia Wojnarowska
Pelagia Wojnarowska (ur. 13 marca 1924 w Brzezinach, zm. 14 czerwca 2003 w Poznaniu) – polska entomolog, docent doktor nauk przyrodniczych.

## Życiorys
Córka Jana, podczas II wojny światowej działała w konspiracji używając pseudonimu "Baśka" i "Stokrotka". Należała do krakowskiego okręgu Armii Krajowej, Obwód Dębica, placówka Brzeziny. Po zakończeniu wojny zamieszkała w Poznaniu, gdzie w 1951 na Uniwersytecie Poznańskim uzyskała stopień magistra, w 1965 doktoryzowała się, a w 1972 została docentem. Zajmowała się entomologią stosowaną, prowadziła badania nad biologią i zwalczaniem szkodników sadów. Poznała kompleks miodówek (Psylla spp.) występujących w polskich sadach, opracowała racjonalne terminarze ochrony upraw sadowniczych. dorobek naukowy Pelagii Wojnarowskiej obejmuje 60 publikacji naukowych i popularno-naukowych. Członkini Światowego Związku Żołnierzy Armii Krajowej Okręg „Wielkopolska” – Środowisko „Wierchy” Poznań.